# Violent Acts Of Beauty
Violent Acts Of Beauty es el largamente esperado cuarto álbum de estudio de la banda de rock gótico London After Midnight, lanzado en Europa el 26 de octubre de 2007, y posteriormente en los Estados Unidos el 6 de noviembre de 2007, un comunicado de Rusia a través de expedientes de Iron D Records saco a la venta el disco en diciembre de 2007. Era la primera vez en nueve años que London After Midnight producía nuevo disco, a pesar de una nueva canción titulada "Fear" que apareció en la banda sonora de Saw II en 2005. "Fear" fue incluida en el álbum Violent Acts Of Beauty. Algunas canciones para el álbum habían sido grabados en forma de demo para un número especial de diez años. Originalmente, informó que se lanzaría en el verano de 2007 por Trisol Records, la fecha de lanzamiento se restableció más tarde al 29 de agosto de 2007 como la fecha fijada para que se libere en última instancia el álbum. El álbum también fue primer álbum de estudio de función mixta en vivo de London After Midnight.

## Lista de canciones

### Álbum (CD 1)
1. "The Beginning of the End" – 5:59
2. "Feeling Fascist?" - 4:57
3. "Nothing's Sacred" – 4:59
4. "Heaven Now" – 5:26
5. "America's a Fucking Disease" – 4:19
6. "Complex Messiah" – 3:44
7. "Republic" – 4:50
8. "Fear" – 4:40
9. "Pure" – 5:24
10. "The Kids Are All Wrong" – 3:55
11. "Love You to Death" – 4:30
12. "The Pain Looks Good on You" – 3:58

### Pistas adicionales(CD 2)
1. "Nothing's Sacred" (Extended Club Mix) (Limited Edition Digipak bonus track) – 7:28
2. "Nothing's Sacred" (Edit Club Mix) (Limited Edition Digipak bonus track) – 5:37
3. "Nothing's Sacred" (Original Demo) (Limited Edition Digipak bonus track) – 5:02
4. "America's a Fucking Disease" (Clean Edit) (Limited Edition Digipak bonus track) – 4:19

## Trivia
- Ausente de la lista de canciones es una canción titulada "Last Goodbye", que supuestamente fue grabado para su uso potencial en el álbum.

## Personal
- Sean Brennan - voces, guitarras, bajo, teclados, batería, programación, productor.

- Datos: Q6163252